# Château de Cordeboeuf
Le château de Cordeboeuf est un château fort situé à Paray-sous-Briailles, en France.

## Localisation
Le château est situé sur le territoire de la commune de Paray-sous-Briailles, dans le département de l'Allier, en région Auvergne-Rhône-Alpes. Il est situé à 1,5 km au nord-est du bourg.

## Description
Le château de Cordeboeuf se présente comme un corps de logis unique et massif, de plan rectangulaire, flanqué de quatre tours rondes, autrefois entouré de douves. Il fut construit au milieu du XVe siècle, et comporte trois niveaux percés de fenêtres, remaniées au cours des siècles. Le côté est a gardé ses mâchicoulis, endommagés par une canonnade. Les façades ouest et nord ont conservé une grande austérité. Au sud, un perron, sans doute de l'époque romantique, a été rajouté, donnant ainsi un aspect plus accueillant à l'ensemble,.

## Historique
Le château est construit au XVe siècle.
Le château appartint aux Dubreuil puis aux Reynaud de Cordebœuf. Il servit contre les Anglais. Le connétable de Bourbon, parti du château de Gayette pour se rendre à Chantelle, avant de fuir vers l'Italie, passa le bac à Cors de Bœuf et y fit étape.